# 蜂
蜜蜂總科（學名：Apoidea）是膜翅目、细腰亚目下的一個總科，與蚂蚁（蟻總科）互為姐妹群，其下分為狩蜂類（泥蜂型類）和花蜂類（蜜蜂型類）兩大演化支。
所有的蜂都以花蜜和花粉为食物，並在为虫媒花授粉过程中起重要作用。其口器是尖针状，以便吸取花蜜。有一对触角，其中雄性蜂的触角有13节，雌性有12节。有两对翅膀，后翅较小，腿部多毛可以搜集和承载花粉。腹部末端有一毒刺。全世界已经过观察研究有大约一万六千种蜂，也许全部有三万种。各种蜂的生活习性不同，有的是独居生活的，有的是有各种群居形式，发展最高形式是社会性分工聚居，例如蜜蜂和无刺蜂等。

## 社会性聚居蜂
社会性聚居的蜂生活在大型的蜂巢中，每个蜂巢有一个蜂后，其他的是众多的工蜂和少数雄蜂生活在一起
蜜蜂科雄蜂在秋天时工蜂全部死亡，蜂后寻找树洞冬眠，春天蜂后开始从冬眠中苏醒，自己寻找合适的蜂巢，开始生育重新建造新的蜂群。
普通蜜蜂在冬天能全巢一起越冬，冬天蜂后就开始产卵，在每一个巢洞中产一个卵，待他孵化成幼虫後，由分工保育的工蜂喂食，
每一个卵在孵化後的头三天都由保育蜂喂养它们反哺的王浆，三天後则改为以稀释的花蜜和花粉喂食。但是新出生的蜂后，其巢洞高大，叫做王台，保育蜂会始终为其喂食王浆，使其发育的非常大，当新蜂后发育完全，就会飞出蜂巢和雄蜂交配，寻找新的家，一部分工蜂将会随之而去。一个蜂后的平均寿命大约为三年。
工蜂是性器官发育不完全的雌蜂，它们负责所有蜂群的工作，包括採集花蜜花粉，分泌蜂蜡筑巢，喂养幼虫，保护蜂巢不受侵犯等。一般每个工蜂的寿命只有三个月，当工蜂用尾刺攻击敌人时，一旦刺中，尾刺会脱落，工蜂也随即死亡。
蜂群中还有部分雄蜂，雄蜂没有毒刺，不负责任何工作，不离开蜂巢，有的种类的雄蜂在天气炎热的时候扇翅帮助蜂巢通风散热。雄蜂主要为蜂后交配，交配过后即死去。
蜂之间用气味交流，有的种类的蜂有一种舞蹈语言，它们以飞行方式传达信息，如飞行时划“8”字，或转圈等表示不同的信息。
工蜂采集含有80%水分的花蜜，存入自己第二个胃中，大约经过30分钟的发酵，回到蜂巢中吐出，经过一段时间，水分蒸发，成为水分含量少于20%的蜂蜜，存贮到巢洞中，用蜂蜡密封。
蜂蜜水分含量少，细菌和酵母菌都不能在蜂蜜中存活，但某些厌氧菌可以以非活性的孢子形态存在其中，但对人没有害处，因为胃酸很容易就杀灭这些孢子。但是没有断奶的婴儿，其胃中不是酸性状态，因此可能激活这些孢子，使婴儿中毒。所以没有断奶的婴儿不要食用没有经过消毒的蜂蜜。

## 独居和半群居的蜂
蜜蜂的一个蜂群达4万–8万只，蜂后必须由工蜂喂养；但雄蜂一个蜂群只有30–400只，蜂后在春季完全可以独立生活一段时间；有的种类如壁蜂，像果园壁蜂(Osmia lignaria)、角壁蜂(Osmia cornifrons)等都是独立生活的，每一个雌蜂都可以生育，没有所谓的工蜂存在，但是它们也不能生产蜂蜜和蜂蜡。
斑艳蜂的形状类似熊蜂，它们将卵产在熊蜂的巢内，让雄蜂哺育其成为成虫；某些切叶蜂将卵产在独立生活的尖腹蜂育卵巢内，发育成幼虫后，切叶蜂的幼虫会将尖腹蜂的幼虫和卵杀掉。

## 對入侵者的攻擊
基於防衛的考慮，蜂一般都會對入侵者攻擊。黃蜂的刺可以再用，因此可針完再針。不過蜜蜂的刺卻只可以用一次，蜇人或動物之後，刺會留在被蟄者皮膚上，並把蜜蜂的內臟帶出，蜜蜂會很快死亡。不論是黃蜂或是蜜蜂的刺都有毒。

## 延伸阅读
[在维基数据编辑]
 《欽定古今圖書集成·博物彙編·禽蟲典·蜂部》，出自陈梦雷《古今圖書集成》